# Castelo de Salir
O Castelo de Salir é um monumento militar, situado na vila e freguesia de Salir, no concelho de Loulé, na região do Algarve, em Portugal. Foi construído no século XII, durante a época muçulmana, e tomado pelos cristãos em meados do século seguinte, durante o processo da reconquista do Algarve. Foi incendiado após a batalha, e depois reconstruído. Foi posteriormente abandonado, levando ao desaparecimento de grande parte das suas estruturas, tendo sido igualmente reutilizadas como paredes noutras construções da vila.

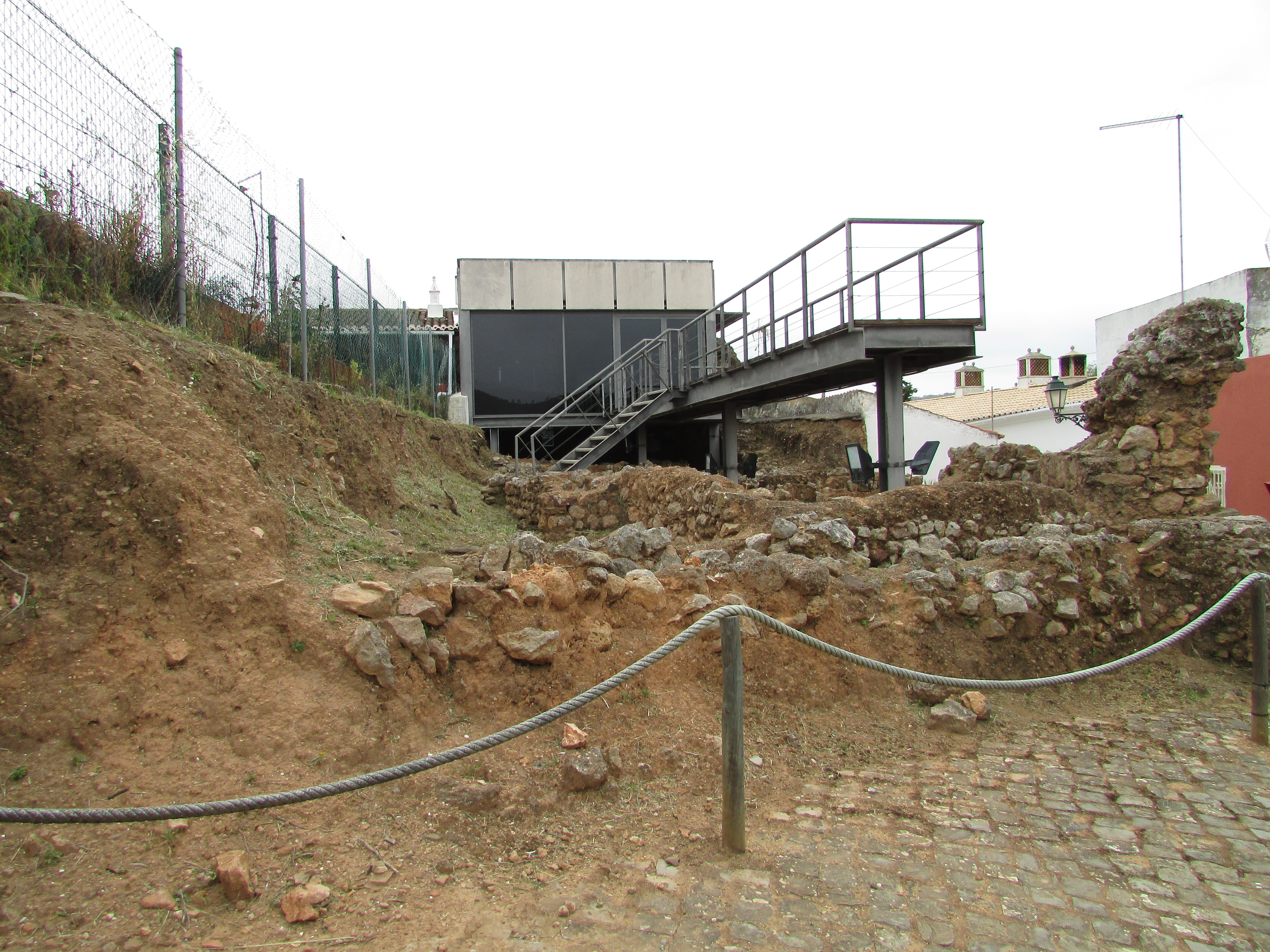
Ruínas do Castelo de Salir, vendo-se ao fundo o Pólo Museológico.

## Descrição
O castelo de Salir situa-se no cume de uma elevação em calcário, a cerca de 256 m de altitude, sendo esta colina composta por vertentes suaves no lado Sudoeste, e mais inclinadas a Norte. Salir localiza-se a 13 Km da cidade de Loulé, numa zona de transição entre o barrocal e a Serra do Caldeirão. A cerca de 16 Km situa-se um outro importante monumento militar, o Castelo de Paderne. A posição elevada e a situação geográfica do castelo permitia dominar a área em redor, e controlar vários importantes corredores entre o litoral e o barrocal. Desta forma, o castelo seria uma fortificação de tipologia rural, que além de controlar e defender uma área estratégica, também serviria para proteger os habitantes das redondezas, em caso de ataque inimigo poderiam procurar ali refúgio.
O castelo apresentava originalmente uma configuração irregular de forma sensivelmente poligonal, encerrando uma área aproximada de cerca de 4200 m². As suas muralhas tinham cerca de 1,80 m de altura por 2 m de espessura, e tinham caminho de ronda, enquanto que as torres eram de planta quadrangular. O castelo foi construído em taipa, sendo as fundações das torres em pedra calcária. Sobreviveram apenas quatro torres e dois troços de panos de muralhas, parcialmente inseridos em construções posteriores. Uma das torres situa-se na encosta Sudoeste, entre os muros de um prédio, junto a uma rua que originalmente seria um caminho ao longo da face Sul das muralhas. Na encosta Noroeste encontra-se outra torre, conhecida como Muro Maior, e que era de configuração albarrã. Neste local foram igualmente descobertos os vestígios de um lanço de muralha, e de vários edifícios dos séculos XII a XIII. Na encosta Norte, num local onde o solo rochoso forma um forte declive, é visível uma terceira torre, já em avançado estado de destruição. No canto Nordeste, onde o solo também é rochoso e em grande declive, encontra-se a última torre, conhecida como Alfarrobeira. A porta de acesso ao castelo estaria provavelmente situada no lado Sul.
No interior do castelo foram descobertos os vestígios de um núcleo urbano de traçado ortogonal, tendo sido identificados seis edifícios residenciais de planta quadrangular, que estavam organizados em redor de um pátio central, com pavimento em lajes. Também foram encontrados indícios de cozinhas com lareiras estruturadas, dez silos, e antigos sistemas de canalização, que desembocavam em pequenos furos nas muralhas. Foi igualmente identificada uma rua estreita, com apenas cerca de 1,8 m de largura, que terminaria num dos panos de muralha. Este complexo estava situado junto ao lado Noroeste da muralha, e seria provavelmente um bairro periférico, tendo-se constatado que as casas eram em geral de reduzidas dimensões e de uma grande simplicidade, e que foram construídas igualmente em taipa, sobre um embasamento em pedra. Os achados arqueológicos no interior da área do castelo são de grande importância, pois permitiram aprofundar o conhecimento sobre a vida diária dos habitantes, durante a época medieval. Tanto as casas como o castelo em si apresentam vários elementos típicos da arquitectura almóada, correspondente aos séculos XII a XIII.
Entre o espólio encontrado no local destaca-se a descoberta de sementes de trigo e de bolota do período islâmico, que fizeram parte da exposição Loulé. Territórios, Memórias, Identidades, organizada em 2017 no Museu Nacional de Arqueologia, em Lisboa.
Junto às ruínas do castelo encontra-se um museu, o Pólo Museológico de Salir.

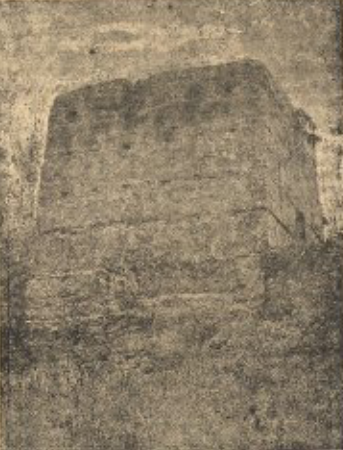
Fotografia das ruínas do castelo, publicada no jornal O Heraldo, em 1913.

## História
No local foram descobertos alguns materiais em cerâmica pertencendo ao Neolítico, comprovando a sua ocupação desde a pré-história.
Durante o período islâmico, Salir foi uma povoação rural, que seria originalmente apenas uma alcaria que não estava fortificada, e com algumas casas organizadas de forma dispersa, junto às explorações agrícolas. A povoação era defendida pelos próprios habitantes, existindo provavelmente uma estrutura de defesa que também serviria de celeiro, contando com vários silos. O castelo em si só foi construído no século XII, durante a época almóada, e tinha como função proteger os habitantes da povoação islâmica, tendo sido instalado em resposta à reconquista provisória de Tavira por parte das forças cristãs da Ordem de Santiago.
De acordo com os vestígios arqueológicos encontrados no local do castelo, este foi ocupado desde os finais do século XI até aos princípios do século XII, e principalmente entre os séculos XII a XIII, altura em que a povoação passou a estar dentro do complexo de fortificações. Embora a ocupação seja mais densa durante o período almóada, esta não foi a primeira fase de habitação humana no local, uma vez que foram descobertos alguns vestígios que correspondiam à alcaria, e uma lápide funerária, dedicada a Ibne Said, que faleceu em 1016. Esta lápide foi encontrada na zona a Sul do castelo, que provavelmente seria o antigo cemitério muçulmano.
O castelo de Salir foi reconquistado pela Ordem de Santiago em data incerta, provavelmente entre 1248 e 1250, pouco tempo após a cidade de Tavira ter sido definitivamente tomada, em 1242. Terá sido em Salir que D. Paio Peres Correia teria planeado a batalha contra as fortalezas de Loulé e de Faro, e esperou a chegada das tropas de D. Afonso III, de forma a continuarem juntos o processo de reconquista do Algarve. Assim, Salir terá sido utilizada pelas forças cristãs como acampamento. Ambas as cidades foram tomadas em 1249. Após a reconquista, o castelo foi incendiado, uma vez que que durante os trabalhos arqueológicos foram encontrados estratos correspondentes a incêndios, onde ainda se conservavam restos de armas. As antigas estruturas residenciais e militares islâmicas entraram num processo de abandono e destruição, tendo o castelo sido reconstruído provavelmente duas vezes. No entanto, acabou por perder completamente a sua importância do ponto de vista militar a partir do século XIV, uma vez que as regiões litorais ganharam uma maior relevância, acentuando o abandono dos antigos edifícios. Esta fase de ocupação foi constatada pela descoberta de várias peças, enquadradas entre os séculos XIII e XIV. O grau de destruição agravou-se com o Sismo de 1755 e as posteriores obras de reconstrução, que demoliram e reaproveitaram muitas das estruturas medievais, incluindo o antigo castelo, cujos muros foram integrados em novos edifícios.
Na década de 1980 o local do antigo castelo foi alvo de extensas pesquisas arqueológicas, tendo os primeiros trabalhos sido feitos em 1986, que consistiram no estudo e limpeza do sítio, sob a coordenação de António das Neves de Freitas Tavares. Entre 1987 e 1998 o local foi alvo de uma série de campanhas de escavação sob a responsabilidade de Helena Maria Gomes Catarino. Estes estudos resultaram na identificação de vários antigos edifícios militares e residenciais, tendo sido recolhido um amplo conjunto de materiais de interesse arqueológico, que incluíram recipientes em cerâmica, como cerâmica vidrada e não vidrada do séculos XIV e XV, e cerâmicas dos séculos XII e XIII, peças metálicas como uma tesoura e uma placa de cinturão decorada, uma faca e outras armas, ferramentas em osso relativas à tecelagem, e elementos decorativos. Posteriormente foram continuados os trabalhos arqueológicos, embora principalmente num contexto de preservação do património. Em 18 de Maio de 2006 foi inaugurado o Pólo Museológico de Salir, da autoria do arquitecto Mário Varela Gomes.
Em 13 de Agosto de 2024, o jornal Barlavento noticiou que a Comissão de Coordenação e Desenvolvimento Regional do Algarve e a autarquia de Loulé tinham feito uma proposta à Direcção-Geral do Património Cultural, no sentido de iniciar o processo de classificação do Castelo de Salir a Monumento de Interesse Público. Segundo a Câmara Municipal de Loulé, esta proposta tinha sido feita com a finalidade de obter a sua «apropriação pública» e «a potenciação dos seus valores culturais e identitários, atendendo a que constitui um testemunho do património arquitetónico medieval islâmico e medieval cristão, na categoria de arquitetura defensiva», enquanto que a CCDR justificou esta decisão devido ao grande valor histórico e cultural do castelo. O procedimento de classificação foi oficialmente aberto pelo Anúncio n.º 262, de 11 de Outubro de 2024.

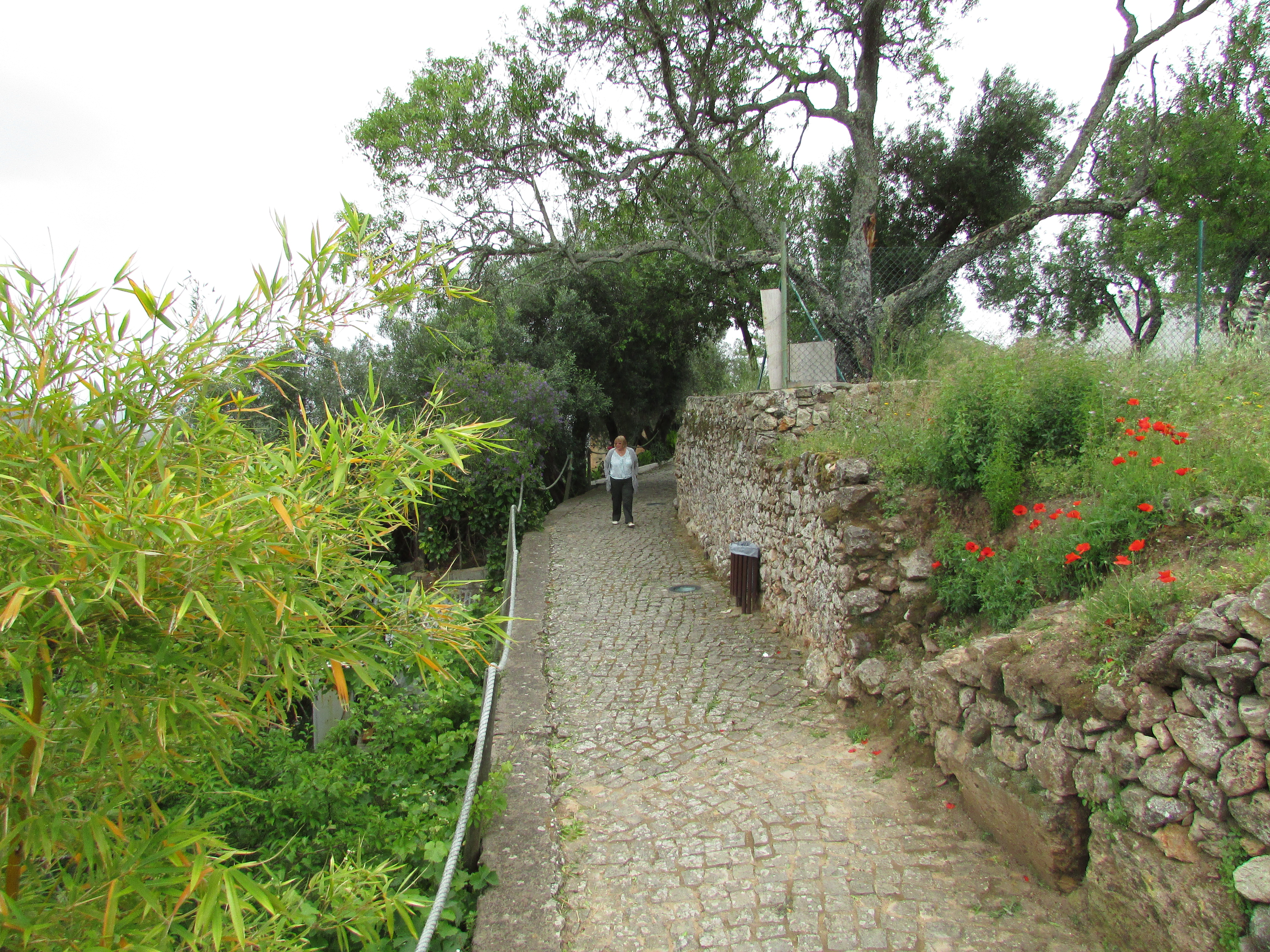
Caminho pedonal na vertente Norte do antigo castelo, sendo visíveis as ruínas das muralhas.

## Leitura recomendada
- OLIVEIRA, Ataíde (1998). Monografia do Concelho de Loulé. Faro: Algarve em Foco Editora
- CATARINO, Helena (2002). O Algarve Islâmico: Roteiro por Faro, Loulé, Silves e Tavira. Faro: Comissão de Coordenação da Região do Algarve